# Ardalén
Ardalén es una novela gráfica de Miguelanxo Prado, publicada en español en 2012 por Norma Editorial. Trata de la memoria y de cómo los recuerdos pueden configurar nuestra personalidad.
Fue premiada en el 31 Salón Internacional del Cómic de Barcelona como mejor obra de autor español, y el Ministerio de Cultura de España la galardonó con el Premio Nacional del Cómic 2013.

## Argumento
Sabela es una mujer recién divorciada que llega a una aldea innominada de Lugo buscando información sobre su abuelo Francisco, emigrante que marchó a Cuba a buscar fortuna, dejando en la aldea a su familia. Lo único que sabe de él la recién llegada es lo que su tía le contó de sus recuerdos de infancia y algunos datos de sus primeras cartas. En ellas dice que estuvo embarcado con un paisano de la aldea.
Los vecinos le indican que puede preguntarle a Fidel, a quien llaman "El Náufrago", porque tiene muchos recuerdos de allí. Pero lo cierto es que todos esos recuerdos no son suyos, porque nunca se hizo a la mar.

## Personajes
- Sabela Rego Lamas. Mujer de mediana edad, recién divorciada. Llega a una aldea de Lugo perdida entre montes buscando a alguien que le pueda dar noticia de su abuelo, que emigró a Cuba en los años 30, y que anduvo embarcado por aquellos mares con un paisano de la aldea. Lo único que sabe del abuelo es lo poco que le pudo contar su tía Amalia, pues entre su madre y su abuela era tabú hablar de él.
- Francisco Lamas Caínzo. Abuelo de Sabela, a quien nunca conoció. Embarcó en 1932 con destino a La Habana. A instancias de su mujer volvió a España, e intentó convencerla para que marchase toda la familia (ellos y sus dos hijas) a América. Su mujer no estuvo conforme, y le advirtió de que, si marchaba, lo haría él solo y sería una ruptura definitiva. Él volvió a Cuba y siguió escribiéndoles y mandando dinero, pero sus cartas nunca fueron contestadas.
- Fidel Barros Taboada. Es un anciano que vive en la aldea, en la que nació. Sus padres murieron y fue criado por su tía materna, que regentaba un prostíbulo en la ciudad. A la muerte de ella, el estado embargó los bienes de la difunta y estableció un fondo fiduciario para pagar una renta vitalicia a Fidel, que hubo de regresar al pueblo, y ahora vive en su propia casa, junto al pueblo, entre enseres heredados (piano, libros) y recuerdos deshilvanados que no reconoce como suyos. Los lugareños le apodan "El Náufrago", irónicamente, porque nunca se ha hecho a la mar. Cuando pregunta Sabela en la cantina por algún emigrante que haya vuelto, le facilitan las señas del Náufrago para burlarse. A Fidel, cuando sopla el ardalén le gusta ir a sentarse junto al bosque de eucaliptos[3] para ver pasar las ballenas.[4]
- Ardalén. Viento húmedo del suroeste, originario de América según se cree, que sopla del mar a la tierra en las costas atlánticas de Europa. Tras atravesar el océano, llega a internarse muchos kilómetros tierra adentro, arrastrando aromas de sal y yodo y enredando en memorias ajenas recuerdos de ahogados extraños. Su nombre deriva de la expresión gallega «ar de/do alén» («aire de allende» / «aire del más allá»).[5]